# Frank Quinn
Frank Stringfellow Quinn (* 3. Juni 1946 in Havanna) ist ein US-amerikanischer Mathematiker, der sich mit Topologie vierdimensionaler Mannigfaltigkeiten und geometrischer Topologie befasst.

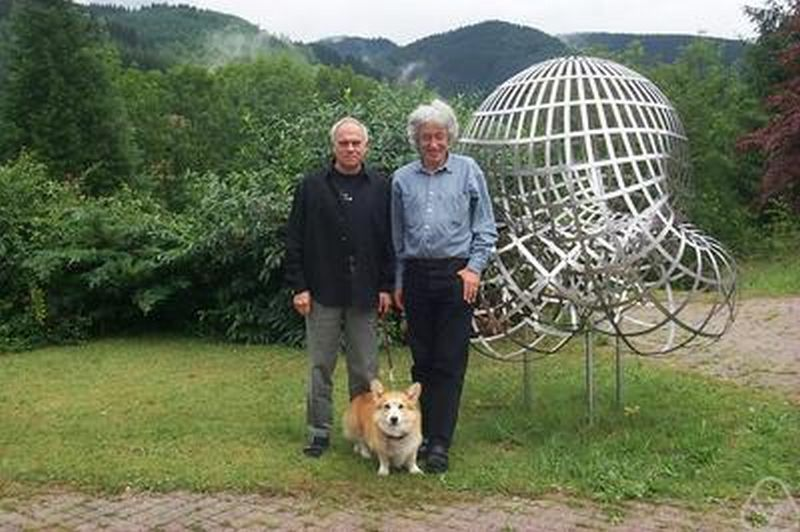
Frank Quinn (links) mit Andrew Ranicki, Oberwolfach 2003

Quinn wurde 1970 an der Princeton University bei William Browder (und Michel Kervaire) promoviert (A geometric formulation of surgery). Ab 1971 lehrte er in Princeton als Assistant Professor, ab 1973 an der Yale University und ab 1976 an der Rutgers University. Seit 1977 ist er Professor am Virginia Polytechnic Institute (ab 1985 als Distinguished Professor).
Er leistete wichtige Beiträge zur Chirurgie (Surgery) und zur Topologie vierdimensionaler Mannigfaltigkeiten. Er befasst sich auch mit Algebraischer Topologie und damit zusammenhängenden Problemen der Algebra. Weitere Interessen sind Mathematikpädagogik und Mathematikgeschichte.
Er bewies 1982 (End of Maps, Teil 3) den Kreisring-Satz für Dimension 4. Der Satz besagt vereinfacht, dass der Zwischenraum zwischen zwei Sphären (deren eine im Innern der anderen liegt) topologisch ringförmig ist (mit Zusatzannahmen an das topologische Wohlverhalten der Sphären). Der Satz wurde für zwei Dimensionen von Tibor Radó 1924 bewiesen, für drei Dimensionen von Edwin Moise (1952) und in fünf und mehr Dimensionen von Robion Kirby (1969). Quinn füllte also die letzte Dimensionslücke im Beweis des Satzes.
Sein Aufsatz mit Arthur Jaffe Theoretical Mathematics von 1993 im Bulletin der AMS löste seinerzeit eine Kontroverse aus über die Rolle mathematischer Strenge in der mathematischen Physik, speziell der Stringtheorie. Der Aufsatz betraf aber auch die Rolle mathematischer Strenge in der Reinen Mathematik.
Er war Herausgeber des Bulletin of the American Mathematical Society. 1986 war er Invited Speaker auf dem Internationalen Mathematikerkongress in Berkeley (Applications of topology with control). Er ist Fellow der American Mathematical Society.

## Schriften
- Ends of Maps, Teil 1, Annals of Mathematics, Band 110, 1979, S. 275–331, Teil 2, Inventiones Mathematicae, Band 68, 1982, S. 353–424, Teil 3, J. Differential Geometry, Band 17, 1982, S. 503–521
- mit Michael Freedman Topology of 4-Manifolds, Princeton University Press 1990
- mit Vyacheslav S. Krushkal Subexponential groups in 4-manifold topology, Geometric Topology, Band 4, 2000, S. 407–430.